# Tony Award de la meilleure comédie musicale
Le Tony Award de la meilleure comédie musicale est un prix décerné annuellement à la meilleure nouvelle comédie musicale jouée à Broadway. Ce prix est l'un des plus anciens de la cérémonie des Tony Awards et est décerné chaque année depuis 1949. Le prix est décerné au(x) metteur(s) en scène de la comédie musicale. Une comédie musicale est éligible au Tony Award de la meilleure comédie musicale si elle n'a pas été produite auparavant à Broadway et si elle n'appartient pas au répertoire historique ou populaire, auquel cas la comédie musicale peut être éligible au Tony Award de la meilleure reprise d'une comédie musicale.
Cet article contient une liste des comédies musicales récompensées et nommées au Tony Award de la meilleure comédie musicale par ordre chronologique.

## Palmarès[2]
- Les comédies musicales inscrites en bleu sont les comédies musicales gagnantes de l'année indiquée.
- Les comédies musicales en gras indiquent que la comédie musicale a gagné le Prix Pulitzer de l'œuvre théâtrale.
- Les comédies musicales marquées d'un astérisque indiquent que la comédie musicale a été nommée au Prix Pulitzer de l'œuvre théâtrale.

### Années 1940
| Année | Comédie musicale | Livret                 | Musique     | Paroles     |
| ----- | ---------------- | ---------------------- | ----------- | ----------- |
| 1949  | Kiss Me, Kate    | Bella & Samuel Spewack | Cole Porter | Cole Porter |

### Années 1950
| Année | Comédie musicale               | Livret                                                     | Musique                   | Paroles                    |
| ----- | ------------------------------ | ---------------------------------------------------------- | ------------------------- | -------------------------- |
| 1950  | South Pacific                  | Oscar Hammerstein II, Joshua Logan                         | Richard Rodgers           | Oscar Hammerstein II       |
| 1951  | Guys and Dolls                 | Abe Burrows, Jo Swerling                                   | Frank Loesser             | Frank Loesser              |
| 1952  | Le Roi et moi                  | Oscar Hammerstein II                                       | Richard Rodgers           | Oscar Hammerstein II       |
| 1953  | Wonderful Town                 | Jerome Chodorov, Joseph Fields                             | Leonard Bernstein         | Betty Comden, Adolph Green |
| 1954  | Kismet                         | Luther Davis, Charles Lederer                              | Alexander Borodin         | Chet Forrest, Bob Wright   |
| 1955  | The Pajama Game                | George Abbott, Richard Pike Bissell                        | Richard Adler, Jerry Ross | Richard Adler, Jerry Ross  |
| 1956  | Damn Yankees                   | George Abbott, Douglas Wallop                              | Richard Adler             | Jerry Ross                 |
| 1956  | Pipe Dream                     | Oscar Hammerstein II                                       | Richard Rodgers           | Oscar Hammerstein II       |
| 1957  | My Fair Lady                   | Alan Jay Lerner                                            | Frederick Loewe           | Alan Jay Lerner            |
| 1957  | Bells Are Ringing              | Betty Comden, Adolph Green                                 | Jule Styne                | Betty Comden, Adolph Green |
| 1957  | Candide                        | Lillian Hellman                                            | Leonard Bernstein         | Richard Wilbur             |
| 1957  | The Most Happy Fella           | Frank Loesser                                              | Frank Loesser             | Frank Loesser              |
| 1958  | The Music Man                  | Franklin Lacey, Meredith Wilson                            | Meredith Wilson           | Meredith Wilson            |
| 1958  | West Side Story                | Arthur Laurents                                            | Leonard Bernstein         | Stephen Sondheim           |
| 1958  | New Girl In Town               | George Abbott                                              | Bob Merrill               | Bob Merrill                |
| 1958  | Oh, Captain!                   | José Ferrer, Al Morgan                                     | Ray Evans, Jay Livingston | Ray Evans, Jay Livingston  |
| 1958  | Jamaica                        | Yip Harburg, Fred Saidy                                    | Harold Arlen              | Yip Harburg                |
| 1959  | Redhead                        | Dorothy Fields, Herbert Fields, David Shaw, Sidney Sheldon | Albert Hague              | Dorothy Fields             |
| 1959  | Au rythme des tambours fleuris | Oscar Hammerstein II, Joseph Fields                        | Richard Rodgers           | Oscar Hammerstein II       |
| 1959  | La Plume de Ma Tante           | Robert Dhéry                                               | Gérard Calvi              | Ross Parker                |

### Années 1960
| Année | Comédie musicale                                 | Livret                                                       | Musique                         | Paroles                                                      |
| ----- | ------------------------------------------------ | ------------------------------------------------------------ | ------------------------------- | ------------------------------------------------------------ |
| 1960  | La Mélodie du bonheur                            | Russel Crouse, Howard Lindsay                                | Richard Rodgers                 | Oscar Hammerstein II                                         |
| 1960  | Fiorello!                                        | George Abbott, Jerome Weidman                                | Jerry Bock                      | Sheldon Harnick                                              |
| 1960  | Gypsy                                            | Arthur Laurents                                              | Jule Styne                      | Stephen Sondheim                                             |
| 1960  | Once Upon a Mattress                             | Marshall Barer, Dean Fuller, Jay Thompson                    | Mary Rodgers                    | Marshall Barer                                               |
| 1960  | Take Me Along                                    | Bob Russell, Joseph Stein                                    | Bob Merrill                     | Bob Merrill                                                  |
| 1961  | Bye Bye Birdie                                   | Michael Stewart                                              | Charles Strouse                 | Lee Adams                                                    |
| 1961  | Do Re Mi                                         | Garson Kanin                                                 | Jule Styne                      | Betty Comden, Adolph Green                                   |
| 1961  | Irma La Douce                                    | Alexandre Breffort, David Heneker, Julian More, Monty Norman | Marguerite Monnot               | Alexandre Breffort, David Heneker, Julian More, Monty Norman |
| 1962  | How to Succeed in Business Without Really Trying | Abe Burrows, Willie Gilbert, Jack Weinstock                  | Frank Loesser                   | Frank Loesser                                                |
| 1962  | Carnival!                                        | Helen Deutsch, Michael Stewart                               | Bob Merrill                     | Bob Merrill                                                  |
| 1962  | Milk and Honey                                   | Don Appell                                                   | Jerry Herman                    | Jerry Herman                                                 |
| 1962  | No Strings                                       | Samuel A. Taylor                                             | Richard Rodgers                 | Richard Rodgers                                              |
| 1963  | Le Forum en folie                                | Larry Gelbart, Burt Shevelove                                | Stephen Sondheim                | Stephen Sondheim                                             |
| 1963  | Little Me                                        | Neil Simon                                                   | Cy Coleman                      | Carolyn Leigh                                                |
| 1963  | Oliver!                                          | Lionel Bart                                                  | Lionel Bart                     | Lionel Bart                                                  |
| 1963  | Stop The World — I Want to Get Off               | Leslie Bricusse, Anthony Newley                              | Leslie Bricusse, Anthony Newley | Leslie Bricusse, Anthony Newley                              |
| 1964  | Hello, Dolly!                                    | Michael Stewart                                              | Jerry Herman                    | Jerry Herman                                                 |
| 1964  | Funny Girl                                       | Isobel Lennart                                               | Jule Styne                      | Bob Merrill                                                  |
| 1964  | High Spirits                                     | Timothy Gray, Hugh Martin                                    | Timothy Gray, Hugh Martin       | Timothy Gray, Hugh Martin                                    |
| 1964  | She Loves Me                                     | Joe Masteroff                                                | Jerry Bock                      | Sheldon Harnick                                              |
| 1965  | Un violon sur le toit                            | Joseph Stein                                                 | Jerry Bock                      | Sheldon Harnick                                              |
| 1965  | Golden Boy                                       | William Gibson, Clifford Odets                               | Charles Strouse                 | Lee Adams                                                    |
| 1965  | Half a Sixpence                                  | Beverley Cross                                               | David Heneker                   | David Heneker                                                |
| 1965  | Ah Dieu ! que la guerre est jolie                | Joan Littlewood                                              | Chansons traditionnelles        | Chansons traditionnelles                                     |
| 1966  | L'Homme de la Mancha                             | Dale Wasserman                                               | Mitch Leigh                     | Joe Darion                                                   |
| 1966  | Mame                                             | Jerome Lawrence, Robert E. Lee                               | Jerry Herman                    | Jerry Herman                                                 |
| 1966  | Skyscraper                                       | Peter Stone                                                  | Jimmy Van Heusen                | Sammy Cahn                                                   |
| 1966  | Sweet Charity                                    | Neil Simon                                                   | Cy Coleman                      | Dorothy Fields                                               |
| 1967  | Cabaret                                          | Joe Masteroff                                                | John Kander                     | Fred Ebb                                                     |
| 1967  | I Do! I Do!                                      | Tom Jones                                                    | Harvey Schmidt                  | Tom Jones                                                    |
| 1967  | The Apple Tree                                   | Jerry Bock, Sheldon Harnick                                  | Jerry Bock                      | Sheldon Harnick                                              |
| 1967  | Walking Happy                                    | Ketti Frings, Roger O. Hirson                                | Jimmy Van Heusen                | Sammy Cahn                                                   |
| 1968  | Hallelujah, Baby!                                | Arthur Laurents                                              | Jule Styne                      | Betty Comden, Adolph Green                                   |
| 1968  | The Happy Time                                   | N. Richard Nash                                              | John Kander                     | Fred Ebb                                                     |
| 1968  | How Nom, Dow Jones                               | Max Shulman                                                  | Elmer Bernstein                 | Carolyn Leigh                                                |
| 1968  | Illya Darling                                    | Jules Dassin                                                 | Mános Hadjidákis                | Joe Darion                                                   |
| 1969  | 1776                                             | Peter Stone                                                  | Sherman Edwards                 | Sherman Edwards                                              |
| 1969  | Hair                                             | James Rado, Gerome Ragni                                     | Galt MacDermot                  | James Rado                                                   |
| 1969  | Promises, Promises                               | Neil Simon                                                   | Burt Bacharach                  | Hal David                                                    |
| 1969  | Zorba                                            | Joseph Stein                                                 | John Kander                     | Fred Ebb                                                     |

### Années 1970
| Année | Comédie musicale                      | Livret                                                 | Musique                                   | Paroles                                   |
| ----- | ------------------------------------- | ------------------------------------------------------ | ----------------------------------------- | ----------------------------------------- |
| 1970  | Applause                              | Betty Comden, Adolph Green                             | Charles Strouse                           | Lee Adams                                 |
| 1970  | Coco                                  | Alan Jay Lerner                                        | André Previn                              | Alan Jay Lerner                           |
| 1970  | Purlie                                | Ossie Davis, Philip Rose, Peter Udell                  | Gary Geld                                 | Peter Udell                               |
| 1971  | Company                               | George Furth                                           | Stephen Sondheim                          | Stephen Sondheim                          |
| 1971  | The Me Nobody Knows                   | Stephen M. Joseph, Robert H. Livingston, Herb Schapiro | Gary William Friedman                     | Will Holt                                 |
| 1971  | The Rothschilds                       | Sherman Yellen                                         | Jerry Bock                                | Sheldon Harnick                           |
| 1972  | Les Deux Gentilshommes de Vérone      | John Guare, Mel Shapiro                                | Galt MacDermot                            | John Guare                                |
| 1972  | Ain't Supposed to Die a Natural Death | Melvin Van Peebles                                     | Melvin Van Peebles                        | Melvin Van Peebles                        |
| 1972  | Follies                               | James Goldman                                          | Stephen Sondheim                          | Stephen Sondheim                          |
| 1972  | Grease                                | Warren Casey, Jim Jacobs                               | Warren Casey, Jim Jacobs                  | Warren Casey, Jim Jacobs                  |
| 1973  | A Little Night Music                  | Hugh Wheeler                                           | Stephen Sondheim                          | Stephen Sondheim                          |
| 1973  | Don't Bother Me, I Can't Cope         | Micki Grant                                            | Micki Grant                               | Micki Grant                               |
| 1973  | Pippin                                | Bob Fosse, Roger O. Hirson                             | Stephen Schwartz                          | Stephen Schwartz                          |
| 1973  | Sugar                                 | Peter Stone                                            | Jule Styne                                | Bob Merrill                               |
| 1974  | Raisin                                | Robert Nemiroff, Charlotte Zaltzberg                   | Judd Woldin                               | Robert Brittan                            |
| 1974  | Over Here!                            | Will Holt                                              | Frères Sherman                            | Frères Sherman                            |
| 1974  | Seesaw                                | Michael Bennett                                        | Cy Coleman                                | Dorothy Fields                            |
| 1975  | The Wiz                               | William F. Brown                                       | Charlie Smalls                            | Charlie Smalls                            |
| 1975  | Mack & Mabel                          | Michael Stewart                                        | Jerry Herman                              | Jerry Herman                              |
| 1975  | The Lieutenant                        | Gene Curty, Nitra Scharfman, Chuck Strand              | Gene Curty, Nitra Scharfman, Chuck Strand | Gene Curty, Nitra Scharfman, Chuck Strand |
| 1975  | Shenandoah                            | James Lee Barrett, Philip Rose, Peter Udell            | Gary Geld                                 | Peter Udell                               |
| 1976  | A Chorus Line                         | James Kirkwood Jr., Nicholas Dante                     | Marvin Hamlisch                           | Ed Kleban                                 |
| 1976  | Bubbling Brown Sugar                  | Loften Mitchell                                        | Chansons traditionnelles                  | Chansons traditionnelles                  |
| 1976  | Chicago                               | Fred Ebb, Bob Fosse                                    | John Kander                               | Fred Ebb                                  |
| 1976  | Pacific Ouvertures                    | John Weidman                                           | Stephen Sondheim                          | Stephen Sondheim                          |
| 1977  | Annie                                 | Thomas Meehan                                          | Charles Strouse                           | Martin Charnin                            |
| 1977  | Happy End                             | Elisabeth Hauptmann                                    | Kurt Weill                                | Bertolt Brecht                            |
| 1977  | I Love My Wife                        | Michael Stewart                                        | Cy Coleman                                | Michael Stewart                           |
| 1977  | Side by Side by Sondheim              | —                                                      | Stephen Sondheim                          | Stephen Sondheim                          |
| 1978  | Ain't Misbehavin'                     | Murray Horwitz, Richard Maltby Jr.                     | Fats Waller                               | Chansons traditionnelles                  |
| 1978  | Dancin'                               | Bob Fosse                                              | Chansons traditionnelles                  | Chansons traditionnelles                  |
| 1978  | On the Twentieth Century              | Betty Comden, Adolph Green                             | Cy Coleman                                | Betty Comden, Adolph Green                |
| 1978  | Runaways                              | Elizabeth Swados                                       | Elizabeth Swados                          | Elizabeth Swados                          |
| 1979  | Sweeney Todd                          | Hugh Wheeler                                           | Stephen Sondheim                          | Stephen Sondheim                          |
| 1979  | Ballroom                              | Jerome Kass                                            | Billy Goldenberg                          | Alan Bergman, Marilyn Bergman             |
| 1979  | The Best Little Whorehouse in Texas   | Larry L. King, Peter Masterson                         | Carol Hall                                | Carol Hall                                |
| 1979  | They're Playing Our Song              | Neil Simon                                             | Marvin Hamlisch                           | Carole Bayer Sager                        |

### Années 1980
| Année | Comédie musicale                             | Livret                                                                      | Musique                                                                     | Paroles                                                                     |
| ----- | -------------------------------------------- | --------------------------------------------------------------------------- | --------------------------------------------------------------------------- | --------------------------------------------------------------------------- |
| 1980  | Evita                                        | Tim Rice                                                                    | Andrew Lloyd Webber                                                         | Tim Rice                                                                    |
| 1980  | A Day in Hollywood / A Night in the Ukraine  | Dick Vosburg                                                                | Frank Lazarus                                                               | Dick Vosburg                                                                |
| 1980  | Barnum                                       | Mark Bramble                                                                | Cy Coleman                                                                  | Michael Stewart                                                             |
| 1980  | Sugar Babies                                 | Ralph G. Allen                                                              | Jimmy McHugh                                                                | Al Dubin, Dorothy Fields                                                    |
| 1981  | 42nd Street                                  | Mark Bramble, Michael Stewart                                               | Harry Warren                                                                | Al Dubin                                                                    |
| 1981  | Sophisticated Ladies                         | Donald McKayle                                                              | Duke Ellington                                                              | Chansons traditionnelles                                                    |
| 1981  | Tintypes                                     | Mel Marvin, Gary Pearle                                                     | Chansons traditionnelles                                                    | Chansons traditionnelles                                                    |
| 1981  | Woman of the Year                            | Peter Stone                                                                 | John Kander                                                                 | Fred Ebb                                                                    |
| 1982  | Nine                                         | Arthur Kopit                                                                | Maury Yeston                                                                | Maury Yeston                                                                |
| 1982  | Dreamgirls                                   | Tom Eyen                                                                    | Henry Krieger                                                               | Tom Eyen                                                                    |
| 1982  | Joseph and the Amazing Technicolor Dreamcoat | Tim Rice                                                                    | Andrew Lloyd Webber                                                         | Tim Rice                                                                    |
| 1982  | Pump Boys and Dinettes                       | John Foley, Mark Hardwick, Debra Monk, Cass Morgan, John Schimmel, Jim Wann | John Foley, Mark Hardwick, Debra Monk, Cass Morgan, John Schimmel, Jim Wann | John Foley, Mark Hardwick, Debra Monk, Cass Morgan, John Schimmel, Jim Wann |
| 1983  | Cats                                         | T. S. Eliot                                                                 | Andrew Lloyd Webber                                                         | T. S. Eliot, Trevor Nunn                                                    |
| 1983  | Blues in the Night                           | —                                                                           | Chansons traditionnelles                                                    | Chansons traditionnelles                                                    |
| 1983  | Merlin                                       | Richard Levinson, William Link                                              | Elmer Bernstein                                                             | Don Black                                                                   |
| 1983  | My One and Only                              | Timothy S. Mayer, Peter Stone                                               | George Gershwin                                                             | Ira Gershwin                                                                |
| 1984  | La Cage aux folles                           | Harvey Feirstein                                                            | Jerry Herman                                                                | Jerry Herman                                                                |
| 1984  | Baby                                         | Sybille Pearson                                                             | David Shire                                                                 | Richard Maltby Jr.                                                          |
| 1984  | Sunday in the Park with George               | James Lapine                                                                | Stephen Sondheim                                                            | Stephen Sondheim                                                            |
| 1984  | The Tap Dance Kid                            | Charles Blackwell                                                           | Henry Krieger                                                               | Robert Lorick                                                               |
| 1985  | Big River                                    | William Hauptman                                                            | Roger Miller                                                                | Roger Miller                                                                |
| 1985  | Grind                                        | Fay Kanin                                                                   | Larry Grossman                                                              | Ellen Fitzhugh                                                              |
| 1985  | Leader of the Pack                           | Anne Beatts                                                                 | Ellie Greenwich                                                             | Chansons traditionnelles                                                    |
| 1985  | Quilters                                     | Barbara Damashek, Molly Newman                                              | Barbara Damashek                                                            | Barbara Damashek                                                            |
| 1986  | The Mystery of Edwin Drood                   | Rupert Holmes                                                               | Rupert Holmes                                                               | Rupert Holmes                                                               |
| 1986  | Big Deal                                     | Bob Fosse                                                                   | Chansons traditionnelles                                                    | Chansons traditionnelles                                                    |
| 1986  | Song and Dance                               | —                                                                           | Andrew Lloyd Webber                                                         | Don Black                                                                   |
| 1986  | Tango Argentino                              | —                                                                           | Chansons traditionnelles                                                    | Chansons traditionnelles                                                    |
| 1987  | Les Misérables                               | Alain Boublil, Claude-Michel Schönberg                                      | Claude-Michel Schönberg                                                     | Herbert Kretzmer                                                            |
| 1987  | Me and My Girl                               | Douglas Furber, L. Arthur Rose                                              | Noel Gay                                                                    | Douglas Furber, L. Arthur Rose                                              |
| 1987  | Rags                                         | Joseph Stein                                                                | Charles Strouse                                                             | Stephen Schwartz                                                            |
| 1987  | Starlight Express                            | —                                                                           | Andrew Lloyd Webber                                                         | Richard Stilgoe                                                             |
| 1988  | The Phantom of the Opera                     | Richard Stilgoe, Andrew Lloyd Webber                                        | Andrew Lloyd Webber                                                         | Charles Hart                                                                |
| 1988  | Into the Woods                               | James Lapine                                                                | Stephen Sondheim                                                            | Stephen Sondheim                                                            |
| 1988  | Romance/Romance                              | Barry Harman                                                                | Keith Herrmann                                                              | Barry Harman                                                                |
| 1988  | Sarafina!                                    | Mbongeni Ngema                                                              | Mbongeni Ngema                                                              | Mbongeni Ngema                                                              |
| 1989  | Jerome Robbins' Broadway                     | —                                                                           | Chansons traditionnelles                                                    | Chansons traditionnelles                                                    |
| 1989  | Black and Blue                               | —                                                                           | Chansons traditionnelles                                                    | Chansons traditionnelles                                                    |
| 1989  | Starmites                                    | Barry Keating, Stuart Ross                                                  | Barry Keating                                                               | Barry Keating                                                               |

### Années 1990
| Année | Comédie musicale                      | Livret                                                               | Musique                                | Paroles                                       |
| ----- | ------------------------------------- | -------------------------------------------------------------------- | -------------------------------------- | --------------------------------------------- |
| 1990  | City of Angels                        | Larry Gelbart                                                        | Cy Coleman                             | David Zippel                                  |
| 1990  | Aspects of Love                       | Andrew Lloyd Webber                                                  | Andrew Lloyd Webber                    | Don Black, Charles Hart                       |
| 1990  | Grand Hotel                           | Luther Davis                                                         | Chet Forrest, Bob Wright, Maury Yeston | Chet Forrest, Bob Wright, Maury Yeston        |
| 1990  | Meet Me in St. Louis                  | Hugh Wheeler                                                         | Ralph Blane, Hugh Martin               | Ralph Blane, Hugh Martin                      |
| 1991  | The Will Rogers Follies               | Peter Stone                                                          | Cy Coleman                             | Betty Comden, Adolph Green                    |
| 1991  | Miss Saigon                           | Alain Boublil, Claude-Michel Schönberg                               | Claude-Michel Schönberg                | Alain Boublil, Richard Maltby Jr.             |
| 1991  | Once on This Island                   | Lynn Ahrens                                                          | Stephen Flaherty                       | Lynn Ahrens                                   |
| 1991  | The Secret Garden                     | Marsha Norman                                                        | Lucy Simon                             | Marsha Norman                                 |
| 1992  | Crazy for You                         | Ken Ludwig                                                           | George Gershwin                        | Ira Gershwin                                  |
| 1992  | Falsettos                             | William Finn, James Lapine                                           | William Finn                           | William Finn                                  |
| 1992  | Five Guys Named Moe                   | Clarke Peters                                                        | Chansons traditionnelles               | Chansons traditionnelles                      |
| 1992  | Jelly's Last Jam                      | George C. Wolfe                                                      | Jelly Roll Morton                      | Susan Birkenhead                              |
| 1993  | Kiss of the Spider Woman              | Terrence McNally                                                     | John Kander                            | Fred Ebb                                      |
| 1993  | Blood Brothers                        | Willy Russell                                                        | Willy Russell                          | Willy Russell                                 |
| 1993  | The Goodbye Girl                      | Neil Simon                                                           | Marvin Hamlisch                        | David Zippel                                  |
| 1993  | The Who's Tommy                       | Des McAnuff, Pete Townshend                                          | Pete Townshend                         | Pete Townshend                                |
| 1994  | Passion                               | James Lapine                                                         | Stephen Sondheim                       | Stephen Sondheim                              |
| 1994  | A Grand Night for Singing             | Walter Robbie                                                        | Richard Rodgers                        | Oscar Hammerstein II                          |
| 1994  | La Belle et la Bête                   | Linda Woolverton                                                     | Alan Menken                            | Howard Ashman, Tim Rice                       |
| 1994  | Cyrano: The Musical                   | Koen van Dijk                                                        | Ad van Dijk                            | Koen van Dijk                                 |
| 1995  | Sunset Boulevard                      | Christopher Hampton, Don Black                                       | Andrew Lloyd Webber                    | Christopher Hampton, Don Black                |
| 1995  | Smokey Joe's Cafe                     | —                                                                    | Jerry Leiber et Mike Stoller           | Jerry Leiber et Mike Stoller                  |
| 1996  | Rent                                  | Jonathan Larson                                                      | Jonathan Larson                        | Jonathan Larson                               |
| 1996  | Bring in 'da Noise, Bring in 'da Funk | Reg E. Gaines                                                        | Ann Duquesnay, Zane Mark, Daryl Waters | Ann Duquesnay, Reg E. Gaines, George C. Wolfe |
| 1996  | Chronicle of a Death Foretold         | Graciela Daniele, Jim Lewis                                          | Bob Telson                             | Graciela Daniele, Jim Lewis                   |
| 1996  | Swinging on a Star                    | Michael Leeds                                                        | Chanson traditionnelles                | Johnny Burke                                  |
| 1997  | Titanic                               | Peter Stone                                                          | Maury Yeston                           | Maury Yeston                                  |
| 1997  | Juan Darien                           | Elliot Goldenthal, Julie Taymor                                      | Elliot Goldenthal                      | Elliot Goldenthal                             |
| 1997  | Steel Pier                            | David Thompson                                                       | John Kander                            | Fred Ebb                                      |
| 1997  | The Life                              | Cy Coleman, David Newman, Ira Gasman                                 | Cy Coleman                             | Ira Gasman                                    |
| 1998  | Le Roi lion                           | Roger Allers, Irene Mecchi                                           | Elton John                             | Tim Rice                                      |
| 1998  | Side Show                             | Bill Russell                                                         | Henry Krieger                          | Bill Russell                                  |
| 1998  | The Scarlet Pimpernel                 | Nan Knighton                                                         | Frank Wildhorn                         | Nan Knighton                                  |
| 1998  | Ragtime                               | Terrence McNally                                                     | Stephen Flaherty                       | Lynn Ahrens                                   |
| 1999  | Fosse                                 | —                                                                    | Chansons traditionnelles               | Chansons traditionnelles                      |
| 1999  | The Civil War                         | Gregory Boyd, Frank Wildhorn                                         | Frank Wildhorn                         | Jack Murphy                                   |
| 1999  | It Ain't Nothing But the Blues        | Charles Bevel, Lita Gaithers, Randal Myler, Ron Taylor, Dan Wheetman | Chansons traditionnelles               | Chansons traditionnelles                      |
| 1999  | Parade                                | Alfred Uhry                                                          | Jason Robert Brown                     | Jason Robert Brown                            |

### Années 2000
| Année | Comédie musicale                           | Livret                                 | Musique                                           | Paroles                                           |
| ----- | ------------------------------------------ | -------------------------------------- | ------------------------------------------------- | ------------------------------------------------- |
| 2000  | Contact                                    | John Weidman                           | Chansons traditionnelles                          | Chansons traditionnelles                          |
| 2000  | James Joyce's The Dead                     | Richard Nelson                         | Shaun Davey                                       | Richard Nelson, Shaun Davey                       |
| 2000  | Swing!                                     | Paul Kelley                            | Chansons traditionnelles                          | Chansons traditionnelles                          |
| 2000  | The Wild Party                             | Michael John LaChiusa, George C. Wolfe | Michael John LaChiusa                             | Michael John LaChiusa                             |
| 2001  | The Producers                              | Mel Brooks, Thomas Meehan              | Mel Brooks                                        | Mel Brooks                                        |
| 2001  | A Class Act                                | Linda Kline, Lonny Price               | Ed Kleban                                         | Ed Kleban                                         |
| 2001  | The Full Monty                             | Terrence McNally                       | David Yazbek                                      | David Yazbek                                      |
| 2001  | Jane Eyre                                  | John Caird                             | Paul Gordon                                       | John Caird, Paul Gordon                           |
| 2002  | Thoroughly Modern Millie                   | Richard Morris, Dick Scanlan           | Jeanine Tesori                                    | Dick Scanlan                                      |
| 2002  | Mamma Mia !                                | Catherine Johnson                      | Benny Andersson, Björn Ulvaeus                    | Benny Andersson, Björn Ulvaeus                    |
| 2002  | Sweet Smell of Success                     | John Guare                             | Marvin Hamlisch                                   | Craig Carnelia                                    |
| 2002  | Urinetown                                  | Greg Kotis                             | Mark Hollman                                      | Greg Kotis, Mark Hollman                          |
| 2003  | Hairspray                                  | Thomas Meehan, Mark O'Donnell          | Marc Shaiman                                      | Marc Shaiman, Scott Wittman                       |
| 2003  | Amour                                      | Jeremy Sams, Didier Van Cauwelaert     | Michel Legrand                                    | Jeremy Sams, Didier Van Cauwelaert                |
| 2003  | A Year with Frog and Toad                  | Willie Reale                           | Robert Reale                                      | Willie Reale                                      |
| 2003  | Movin' Out                                 | Twyla Tharp                            | Billy Joel                                        | Billy Joel                                        |
| 2004  | Avenue Q                                   | Jeff Whitty                            | Robert Lopez, Jeff Marx                           | Robert Lopez, Jeff Marx                           |
| 2004  | The Boy from Oz                            | Martin Sherman                         | Peter Allen                                       | Peter Allen                                       |
| 2004  | Caroline, or Change                        | Tony Kushner                           | Jeanine Tesori                                    | Tony Kushner                                      |
| 2004  | Wicked                                     | Winnie Holzman                         | Stephen Schwartz                                  | Stephen Schwartz                                  |
| 2005  | Spamalot                                   | Eric Idle                              | John Du Prez, Eric Idle                           | Eric Idle                                         |
| 2005  | Dirty Rotten Scoundrels                    | Jeffrey Lane                           | David Yazbek                                      | David Yazbek                                      |
| 2005  | The Light in the Piazza                    | Craig Lucas                            | Adam Guettel                                      | Adam Guettel                                      |
| 2005  | The 25th Annual Putnam County Spelling Bee | Rachel Sheinkin                        | William Finn                                      | William Finn                                      |
| 2006  | Jersey Boys                                | Marshall Brickman, Rick Elice          | Bob Crewe, Bob Gaudio                             | Bob Crewe, Bob Gaudio                             |
| 2006  | The Color Purple                           | Marsha Norman                          | Stephen Bray, Brenda Russell, Allee Willis        | Stephen Bray, Brenda Russell, Allee Willis        |
| 2006  | The Drowsy Chaperone                       | Bob Martin, Don McKellar               | Lisa Lambert, Greg Morrison                       | Lisa Lambert, Greg Morrison                       |
| 2006  | The Wedding Singer                         | Chad Beguelin, Tim Herlihy             | Matthew Sklar                                     | Chad Beguelin                                     |
| 2007  | L'Éveil du printemps                       | Steven Sater                           | Duncan Sheik                                      | Steven Sater                                      |
| 2007  | Curtains                                   | Rupert Holmes                          | John Kander                                       | Fred Ebb                                          |
| 2007  | Grey Gardens                               | Doug Wright                            | Scott Frankel                                     | Michael Korie                                     |
| 2007  | Mary Poppins                               | Julian Fellowes                        | Anthony Drewe, les Frères Scherman, George Stiles | Anthony Drewe, les Frères Scherman, George Stiles |
| 2008  | In the Heights                             | Quiara Alegría Hudes                   | Lin-Manuel Miranda                                | Lin-Manuel Miranda                                |
| 2008  | Cry-Baby                                   | Thomas Meehan, Mark O'Donnell          | Adam Schlesinger                                  | David Javerbaum                                   |
| 2008  | Passing Strange                            | Mark Stewart                           | Heidi Rodewald, Mark Stewart                      | Mark Stewart                                      |
| 2008  | Xanadu                                     | Douglas Carter Beane                   | John Farrar, Jeff Lynne                           | John Farrar, Jeff Lynne                           |
| 2009  | Billy Elliot, The Musical                  | Lee Hall                               | Elton John                                        | Lee Hall                                          |
| 2009  | Next to Normal                             | Brian Yorkey                           | Tom Kitt                                          | Brian Yorkey                                      |
| 2009  | Rock of Ages                               | Chris D'Arienzo                        | Chansons traditionnelles                          | Chansons traditionnelles                          |
| 2009  | Shrek the Musical                          | David Lindsay-Abaire                   | Jeanine Tesori                                    | David Lindsay-Abaire                              |

### Années 2010
| Année | Comédie musicale                          | Livret                                                      | Musique                                             | Paroles                                             |
| ----- | ----------------------------------------- | ----------------------------------------------------------- | --------------------------------------------------- | --------------------------------------------------- |
| 2010  | Memphis                                   | Joe DiPietro                                                | David Bryan                                         | David Bryan, Joe DiPietro                           |
| 2010  | American Idiot                            | Billie Joe Armstrong, Michael Mayer                         | Green Day                                           | Billie Joe Armstrong                                |
| 2010  | Fela!                                     | Bill T. Jones, Jim Lewis                                    | Fela Kuti                                           | Fela Kuti                                           |
| 2010  | Million Dollar Quartet                    | Colin Escott, Floyd Mutrux                                  | Chansons traditionnelles                            | Chansons traditionnelles                            |
| 2011  | The Book of Mormon                        | Robert Lopez, Trey Parker, Matt Stone                       | Robert Lopez, Trey Parker, Matt Stone               | Robert Lopez, Trey Parker, Matt Stone               |
| 2011  | Catch Me If You Can                       | Terrence McNally                                            | Marc Shaiman                                        | Marc Shaiman, Scott Wittman                         |
| 2011  | The Scottsbro Boys                        | David Thompson                                              | John Kander                                         | Fred Ebb                                            |
| 2011  | Sister Act                                | Bill Steinkellner, Cheri Steinkellner, Douglas Carter Beane | Alan Menken                                         | Glenn Slater                                        |
| 2012  | Once                                      | Enda Walsh                                                  | Glen Hansard, Markéta Irglová                       | Glen Hansard, Markéta Irglová                       |
| 2012  | Leap of Faith                             | Janus Cercone, Glenn Slater                                 | Alan Menken                                         | Glenn Slater                                        |
| 2012  | Newsies                                   | Harvey Fierstein                                            | Alan Menken                                         | Jack Feldman                                        |
| 2012  | Nice Work If You Can Get It               | Joe DiPietro                                                | George Gershwin                                     | Ira Gershwin                                        |
| 2013  | Kinky Boots                               | Harvey Fierstein                                            | Cyndi Lauper                                        | Cyndi Lauper                                        |
| 2013  | Bring It On: The Musical                  | Jeff Whitty                                                 | Tom Kitt, Lin-Manuel Miranda                        | Amanda Green, Lin-Manuel Miranda                    |
| 2013  | A Christmas Story: The Musical            | Joseph Robinette                                            | Benj Pasek et Justin Paul                           | Benj Pasek et Justin Paul                           |
| 2013  | Mathilda the Musical                      | Dennis Kelly                                                | Tim Minchin                                         | Tim Minchin                                         |
| 2014  | A Gentleman's Guide to Love and Murder    | Robert L. Freedman                                          | Steven Lutvak                                       | Robert L. Freedman, Steven Lutvak                   |
| 2014  | After Midnight                            | Jack Viertel                                                | Chansons traditionnelles                            | Chansons traditionnelles                            |
| 2014  | Disney's Aladdin: The New Stage Musical   | Chad Beguelin                                               | Alan Menken                                         | Howard Ashman, Chad Beguelin, Tim Rice              |
| 2014  | Beautiful: The Carole King Musical        | Douglas McGrath                                             | Gerry Goffin, Carole King, Barry Mann, Cynthia Weil | Gerry Goffin, Carole King, Barry Mann, Cynthia Weil |
| 2015  | Fun Home *                                | Lisa Kron                                                   | Jeanine Tesori                                      | Lisa Kron                                           |
| 2015  | Un Américain à Paris                      | Craig Lucas                                                 | George Gershwin                                     | Ira Gershwin                                        |
| 2015  | Something Rotten!                         | Karey Kirkpatrick, John O'Farrell                           | Karey Kirkpatrick, Wayne Kirkpatrick                | Karey Kirkpatrick, Wayne Kirkpatrick                |
| 2015  | The Visit                                 | Terrence McNally                                            | John Kander                                         | Fred Ebb                                            |
| 2016  | Hamilton                                  | Lin-Manuel Miranda                                          | Lin-Manuel Miranda                                  | Lin-Manuel Miranda                                  |
| 2016  | Bright Star                               | Steve Martin                                                | Edie Brickell, Steve Martin                         | Edie Brickell                                       |
| 2016  | School of Rock                            | Julian Fellowes                                             | Andrew Lloyd Webber                                 | Glenn Slater                                        |
| 2016  | Shuffle Along                             | George C. Wolfe                                             | Eubie Blake, Noble Sissle                           | Eubie Blake, Noble Sissle                           |
| 2016  | Waitress                                  | Jessie Nelson                                               | Sara Bareilles                                      | Sara Bareilles                                      |
| 2017  | Dear Evan Hansen                          | Steven Levenson                                             | Benj Pasek et Justin Paul                           | Benj Pasek et Justin Paul                           |
| 2017  | Come from Away                            | David Hein, Irene Sankoff                                   | David Hein, Irene Sankoff                           | David Hein, Irene Sankoff                           |
| 2017  | Groundhog Day                             | Danny Rubin                                                 | Tim Minchin                                         | Tim Minchin                                         |
| 2017  | Natasha, Pierre & The Great Comet of 1812 | Dave Malloy                                                 | Dave Malloy                                         | Dave Malloy                                         |
| 2018  | The Band's Visit                          | Itamar Moses                                                | David Yazbek                                        | David Yazbek                                        |
| 2018  | La Reine des neiges                       | Jennifer Lee                                                | Kristen Anderson-Lopez, Robert Lopez                | Kristen Anderson-Lopez, Robert Lopez                |
| 2018  | Mean Girls                                | Tina Fey                                                    | Jeff Richmond                                       | Nell Benjamin                                       |
| 2018  | SpongeBob SquarePants                     | Kyle Jarrow                                                 | Chansons traditionnelles                            | Chansons traditionnelles                            |
| 2019  | Hadestown                                 | Anaïs Mitchell                                              | Anaïs Mitchell                                      | Anaïs Mitchell                                      |
| 2019  | Ain't Too Proud                           | Dominique Morisseau                                         | The Temptations                                     | The Temptations                                     |
| 2019  | Beetlejuice                               | Scott Brown, Anthony King                                   | Eddie Perfect                                       | Eddie Perfect                                       |
| 2019  | The Prom                                  | Chad Beguelin, Bob Martin                                   | Matthew Sklar                                       | Chad Beguelin                                       |
| 2019  | Tootsie                                   | Robert Horn                                                 | David Yazbek                                        | David Yazbek                                        |

### Années 2020
| Année                   | Comédie musicale                                           | Livret                                                     | Musique                                                    | Paroles                               |
| ----------------------- | ---------------------------------------------------------- | ---------------------------------------------------------- | ---------------------------------------------------------- | ------------------------------------- |
| 2021                    | Moulin Rouge!                                              | John Logan                                                 | Plusieurs artistes                                         | Plusieurs artistes                    |
| 2021                    | Jagged Little Pill                                         | Diablo Cody                                                | Glen Ballard & Alanis Morissette                           | Morissette                            |
| 2021                    | Tina                                                       | Katori Hall, Frank Ketelaar & Kees Prins                   | Plusieurs artistes                                         | Plusieurs artistes                    |
| 2022                    | A Strange Loop                                             | Michael R. Jackson                                         | Michael R. Jackson                                         | Michael R. Jackson                    |
| 2022                    | Girl from the North Country                                | Conor McPherson                                            | Bob Dylan                                                  | Bob Dylan                             |
| 2022                    | MJ The Musical                                             | Lynn Nottage                                               | David Holcenberg & Jason Michael Webb                      | David Holcenberg & Jason Michael Webb |
| 2022                    | Mr. Saturday Night                                         | Billy Crystal, Lowell Ganz & Babaloo Mandel                | Jason Robert Brown                                         | Amanda Green                          |
| 2022                    | Paradise Square                                            | Christina Anderson, Craig Lucas & Larry Kirwan             | Jason Howland                                              | Nathan Tysen & Masi Asare             |
| 2022                    | Six                                                        | Toby Marlow & Lucy Moss                                    | Toby Marlow & Lucy Moss                                    | Toby Marlow & Lucy Moss               |
| 2023                    | Kimberly Akimbo                                            | David Lindsay-Abaire                                       | David Lindsay-Abaire                                       | Jeanine Tesori                        |
| 2023                    | & Juliet                                                   | David West Read                                            | Max Martin                                                 | Max Martin                            |
| 2023                    | New York, New York                                         |                                                            | John Kander                                                | Fred Ebb                              |
| 2023                    | Shucked                                                    | Robert Horn                                                | Brandy Clark & Shane McAnally                              | Brandy Clark & Shane McAnally         |
| 2023                    | Some Like It Hot                                           | Matthew Lopez & Amber Ruffin                               | Marc Shaiman                                               | Scott Wittman & Marc Shaiman          |
| 2024                    |                                                            |                                                            |                                                            |                                       |
| The Outsiders           | Adam Rapp et Justin Levine                                 | Jonathan Clay, Zach Chance et Levine                       | Jonathan Clay, Zach Chance et Levine                       |                                       |
| Hell's Kitchen          | Kristoffer Diaz                                            | Alicia Keys et plusieurs artistes                          | Alicia Keys et plusieurs artistes                          |                                       |
| Illinoise               | Justin Peck et Jackie Sibblies Drury                       | Sufjan Stevens                                             | Sufjan Stevens                                             |                                       |
| Suffs                   | Shaina Taub                                                | Shaina Taub                                                | Shaina Taub                                                |                                       |
| Water for Elephants     | Rick Elice                                                 | PigPen Theatre Co.                                         | PigPen Theatre Co.                                         |                                       |
| 2025                    |                                                            |                                                            |                                                            |                                       |
| Maybe Happy Ending      | Will Aronson et Hue Park                                   | Will Aronson                                               | Will Aronson et Hue Park                                   |                                       |
| Buena Vista Social Club | Marco Ramirez                                              | Plusieurs artistes                                         | Plusieurs artistes                                         |                                       |
| Dead Outlaw             | Itamar Moses                                               | David Yazbek et Erik Della Penna                           | David Yazbek et Erik Della Penna                           |                                       |
| Death Becomes Her       | Marco Pennette                                             | Julia Mattison et Noel Carey                               | Julia Mattison et Noel Carey                               |                                       |
| Operation Mincemeat     | David Cumming, Felix Hagan, Natasha Hodgson et Zoë Roberts | David Cumming, Felix Hagan, Natasha Hodgson et Zoë Roberts | David Cumming, Felix Hagan, Natasha Hodgson et Zoë Roberts |                                       |

## Records[5]
- The Producers est la comédie musicale ayant remporté le plus de Tony Awards, avec douze prix remportés.
- Hamilton est la comédie musicale la plus nommée de l'histoire de la cérémonie avec seize nominations.
- La Mélodie du bonheur et Fiorello! sont les deux seules comédies musicales à remporter le prix de la Meilleure comédie musicale la même année, en 1960.
- Passion est la comédie musicale ayant remporté le prix de la Meilleure comédie musicale ayant été représentée le moins de fois, avec 280 représentations.
- The Phantom of the Opera est la comédie musicale ayant remporté le prix de la Meilleure comédie musicale ayant été représentée le plus de fois, avec 16 avant-premières et 13 370 représentations.
- Fun Home est la première comédie musicale ayant remporté le prix de la Meilleure comédie musicale avec une équipe entièrement composée de femmes.
- Kiss Me, Kate et Titanic sont les deux seules comédies musicales à remporter le prix de la Meilleure comédie musicale sans être nommée dans une catégorie concernant les acteurs.
- The Mystery of Edwin Drood, Rent et Hamilton sont les seules comédies musicales écrites par un seul homme (en l'occurrence Rupert Holmes, Jonathan Larson et Lin-Manuel Miranda) à remporter le prix de la Meilleure comédie musicale.
  - Hadestown est la première et seule comédie musicale écrite par une seule femme (en l'occurrence Anaïs Mitchell) à remporter le prix de la Meilleure comédie musicale.